# マネーフォワードファイン
マネーフォワードファイン株式会社（英: Money Forward Fine, Inc.）は、事業者向けにオンライン融資「Money Forward BizAccel」を提供している。株式会社マネーフォワードが設立した子会社。
データとITの力で経営者や事業への理解を深め、必要な資金を必要なときに提供することをミッションに、あらゆる事業に成長機会が提供される社会の実現を目指している。

## 概要
マネーフォワードの持つ会計・請求書データや連携しているインターネットバンキング等の明細データなどに基づき審査を行うことで、「決算書、登記簿謄本といった紙書類の提出は不要」であることに加え、「保証人や担保は不要」、また、他の一般的な銀行借り入れなどに対する「スピーディーな入金」を特徴とする、事業者向け短期融資サービスを展開。同サービスは、マネーフォワードの持つビジネス向けクラウドサービス『マネーフォワード クラウドシリーズ』の会計データや請求書データなどをもとに、従来の決算書や保証人、担保をもとにした評価とは異なる形で与信を行い、幅広い中小企業や個人事業主からの資金ニーズに対応している。
入出金データなどに基づく資金ニーズの早期把握や、会計仕訳データなどに基づくモニタリング評価など、中小企業の資金調達をより高度・機動的にサポートできる融資モデルへとサービスレベルを高めていく予定であったが、2020年7月6日に融資の新規受け付けを停止した。

## 沿革
- 2018年7月11日 - AI融資審査モデルの開発を開始[1]
- 2018年9月4日 - 代表取締役社長に、元日本銀行金融機構局 金融高度化センター長 家田明が就任[2]
- 2018年11月29日 -貸金業者登録が完了[3]
- 2019年5月8日 -中小企業の資金繰りをサポートする事業者向けオンライン融資サービス『Money Forward BizAccel』を法人に提供開始[4]
- 2019年12月3日 -事業者向けオンライン融資サービス『Money Forward BizAccel』を個人事業主に提供開始[5]
- 2020年7月6日 -『Money Forward BizAccel』の新規受け付けを停止[6]